# Der geschlagene Mann
Der geschlagene Mann ist ein US-amerikanisches Fernseh-Drama von Harry Winer aus dem Jahr 1993.

## Handlung
Eigentlich hatten beide eine glückliche Hochzeit, sodass es umso seltsamer erscheint, dass sich die einst so verliebten Ed und Laura MacAffrey so zerstritten, dass Ed seine Frau ins Koma geprügelt haben soll. Nachdem Laura im Krankenwagen abtransportiert wird, erscheint die Polizei und verdächtigt ihn versucht zu haben, seine Frau zu töten und nimmt ihn aufs Revier mit. Dort erzählt er, dass alles ganz anders ist, als es aussieht. Laura habe ihn geschlagen und nicht umgekehrt.
So erzählt er von seinem vierzigsten Geburtstag und wie ihn seine Frau mit einer Feier überraschte. Sie hat alles geplant, um eine perfekte Party zu geben. Kleinere Unstimmigkeiten löst sie damit, dass sie sanften Druck auf ihren Mann ausübt. Er muss noch einmal Soda kaufen, da dieses sich dem Ende zuneigt. Zum Einkauf nimmt er seine Tochter Cindy mit, die später mit ansehen muss, wie ihr Vater einen Dieb in die Flucht schlagen muss, nachdem er beinahe überfallen worden wäre. Als sie später ihrer Mutter davon erzählt, ist diese so aufgebracht, dass sie Ed mit voller Kraft die Faust ins Gesicht schlägt. Er blutet und entschuldigt sich bei ihr, dass er ihr das nicht früher erzählte. Als seine Freunde ihn mit aufgeschlagener Lippe sehen, erzählt er, dass seine Frau ihn schlug. Aber da alle lachen, lügt er und meint, dass er über herumliegendes Spielzeug gefallen sei.
Das war die Geschichte, bei der Laura ihn das erste Mal schlug. Die Polizisten wollen ihm nicht so recht glauben. Aber Ed beteuert, die Wahrheit zu erzählen. Er habe all die Jahre lediglich geschwiegen, um nicht weiterhin den Sprüchen seiner Freunde und Kollegen ausgesetzt zu sein. Auf die Frage, ob Laura ihn immer mit Absicht schlug, rechtfertigt Ed Lauras Verhalten noch damit, dass es wohl alles immer nur Unfälle gewesen seien, bei denen er immer der Schuldige war.
Als Alan seine Bewerbung bei einer renommierten Privatschule hat, versucht Laura alles, damit diese gelingt. Doch Alan stellt sich ungeschickt an, weswegen die Aufnahme zu scheitern droht. Das frustriert sie so sehr, dass sie Ed die Schuld gibt, nicht genügend Geld zu verdienen und wegen seiner Überstunden auch nie zu Hause zu sein. Als er auch noch den Kinoabend mit den Kindern vergisst, versucht Laura am nächsten Tag im Beisein der Kinder, Streit mit Ed anzufangen. Als er einer Debatte mit ihr ausweichen will, schreit sie ihren Mann an und schmeißt mehrere Gegenstände auf den Boden. Ed versucht gegenüber seinen beiden Kindern das Verhalten ihrer Mutter zu rechtfertigen. Aber Laura ist immer noch wütend, sodass sie nachts auf ihren schlafenden Ehemann einschlägt, ihn aus dem Bett prügelt und auf ihn eintritt. Ed gewinnt zwar die Oberhand, aber nicht, um sie zu schlagen, sondern um sie dazu zu zwingen, mit dem Schlagen aufzuhören. Sie hört auf, aber Ed wendet sich in der Folgezeit immer mehr von Laura ab. Sie selbst versucht diese Distanz zu überwinden, doch als sie ihn bei der Betriebsweihnachtsfeier mit einer anderen Frau sieht, rastet sie aus, rennt auf dem Parkplatz, klemmt Ed, der ihr gefolgt ist, die Hand in der Autotür ein, sodass diese bricht und rast mehrfach mit ihrem Wagen gegen Eds Truck. Die Ursache der Verletzung verheimlicht er, genauso wie die Aggressionen seiner Ehefrau. Er bittet Chuck, seinen Freund und Anwalt um Rat, was wohl passieren würde, wenn er sich scheiden ließe. Doch dieser rät dringend davon ab, da ihn die Folgeprozesse um Sorgerecht und Unterhalt ruinieren würden. Er solle lieber versuchen, die Ehe zu retten. Also versucht er mit teuren Rosen und einem gemeinsamen Dinner zu retten, was zu retten ist. Aber Laura lässt ihn sitzen und erscheint nicht.
Um der Gewalt zu entfliehen, zieht er aus dem gemeinsamen Haus aus. Kurze Zeit später erscheint allerdings Laura und bittet ihn, zumindest zum Weihnachtsfest zu erscheinen und der Kinder zuliebe mit ihnen das Fest zu verbringen. Er selbst kann sich kaum dazu durchringen und erscheint am Vorabend vor Weihnachten. Laura verspricht, dass sie sich ändern wird und nun alles besser wird. Die nächste Zeit wird auch besser, aber eines Tages entdeckt Laura den Kassenzettel für die teuren Rosen, die Ed ihr für das gemeinsame Dinner kaufte, und glaubt, dass er sich nebenbei mit anderen Frauen vergnügt. Da sie ihn schreiend mit allen möglichen Gegenständen bewirft, kann er ihr allerdings nicht die Wahrheit sagen. Vom Lärm alarmiert rufen die Nachbarn die Polizei. Als diese erscheint, stolpert Laura und verletzt sich, sodass es für die Polizisten so aussieht, als würde der Mann seine Frau verprügeln, weswegen sie ihm droht. Die gleiche Drohung erhält er tags darauf auch von seinem Vater Jack. Aber das reicht Ed. Er selbst habe es immer gehasst, wenn sein Vater betrunken nach Hause kam, um seine Frau zu verprügeln, weswegen er sich von ihm nichts sagen lassen will.
Während der Verhörpause besucht Jack seinen Sohn und glaubt ihm die Geschichte nicht, dass Laura ihn jahrelang schlug. Daher schlägt er ihm vor, zu lügen und die Tat dadurch zu gestehen, dass er betrunken nach Hause kam und seine Frau schlug. Aber Ed will nicht lügen und erst recht keine geringe Strafe für etwas akzeptieren, was er nicht getan hat.
Ed suchte einst Hilfe beim Frauenhaus, die ihn beraten sollten, was er in einer gewaltsamen Ehe für Optionen hätte. Doch diese hielten ihn für einen Spinner, weswegen sie jede Hilfe verweigerten. Also bat er seine Frau kurz darauf, einen Eheberater aufzusuchen. Aber die betrunkene Laura reagiert darauf sehr ablehnend. Sie hat Angst für alles die Schuld zu bekommen, weswegen sie ihm wiederum die Schuld gibt und beschimpft. Als Cindy einen von Laura provozierten Streit mitbekommt und ihre Mutter auffordert, aufzuhören, schreit Laura ihre Tochter an und schlägt sie. Das reicht Ed, der Laura von Cindy wegzieht. Es kommt zu einer Rangelei, bei der beide durchs Fenster fallen und als Folge davon Laura ins Koma.
Da ihm niemand glaubt, steht Ed kurz davor, im Gefängnis zu landen. Aber plötzlich erscheint sein Vater und entschuldigt sich bei ihm. Ed ist ratlos, aber Jack erzählt ihm, dass Cindy seine ganze Geschichte bestätigt und jetzt draußen bei den Polizisten ihre Aussage macht. Ed kommt frei und kann nun endlich wieder bei seinen Kindern sein. Er wird auch Trauzeuge auf Chucks Hochzeit, wo er ihm und seiner Braut das Bestmögliche und eine auf Liebe und Vertrauen aufgebaute Ehe wünscht, was viel Arbeit bedeute. Laura, inzwischen aus dem Koma erwacht, erscheint ebenfalls auf der Feier und hofft, dass sie ihre Kinder wiedersehen darf. Ed sagt ihr das zu, solange sie sich zu benehmen weiß. Laura lässt sich daraufhin zu der aggressiven Aussage hinreißen, dass sie alles tun würde, um das Sorgerecht für ihre Kinder zu erhalten und er nichts dagegen ausrichten könne. Aber Ed erwidert darauf nur, dass er immer noch die Wahrheit sagen könne.

## Kritik
In der Variety meinte Rick Martin, dass es sich bei diesem „paradoxerweise überwältigenden CBS Film“ um keine wahre Geschichte handelt. Er zeigt aber dennoch, wie „Gewalt in üblicher Weise eskaliere, nur eben geschlechterverkehrt.“
Weil es sich um ein „provokatives Thema“ handelt, wenn eine Frau einen Mann schlägt, fand Ray Loynd von Los Angeles Times, diese „Studie über einen maskulinen herzlichen Mann, der keine Frauen schlägt“ mutig. Er lobte auch, dass es sich dank der „straff, gespannten Erzählweise“ nicht nur um ein Melodram handele. Besonders hob er Judith Light hervor, die mit ihrer Figur einer „bösartigen, unsicheren Frau“ ein „erschütterndes Porträt“ zeige. Obwohl das „solide Drehbuch“ eine „vergleichsweise neue“ Ehegeschichte präsentiere, hätte der Film auch „einen ernüchternder Punkt.“ Damit meinte er die „Witze,“ an die man sich längst gewöhnt hätte, bei denen „eine Frau, mit einem Nudelholz auf ihren Mann losgeht, nur um anschließend mitzuerleben, wie extrem unlustig und erschreckend so etwas aussehen kann.“
Im People-Magazin urteilte David Hiltbrand, dass „die Gewalt erschütternd ist, aber die psychologischen Profile enttäuschend oberflächlich bleiben.“
„Das Interessante an dem Film ist die Besetzung,“ meinte Rick Kogan im Chicago Tribune, denn Strauss „sieht nicht so aus, wie jemand der geschlagen werden könnte“ und Light wurde bisher immer in weiblicheren Rollen besetzt. Während Strauss seine Figur „fleißig“ spiele, „scheitert“ Light in ihrer Darstellung. Er kritisierte auch die „simple Ursache-Wirkung-Handlung, die eine tiefere Auseinandersetzung mit den emotional-psychischen Leiden verweigert.“
„Der Film klingt erstmal wie ein schlechter Scherz,“ meinte Lon Grahnke in der Chicago Sun-Times, aber „es gibt nichts Lustiges in diesem Drama [...], welches die psychischen Zwänge versucht zu erklären, warum Frauen ihre Männer schlagen.“ Bei diesem „ehrlichen Versuch“ lobte Grahnke die Hauptdarsteller. Peter Strauss ziehe eine „feine Linie zwischen Männlichkeit und Verletzlichkeit“ und „seine knappe einfache Darstellung [sei] voller Kraft, Feinfühligkeit [und] Sympathie.“ Aber auch die „auffallendere Rolle der unsicheren, zwanghaften Laura,“ die als „frustrierte Hausfrau von ihrer beleidigenden hyperkritischen Mutter gequält wird,“ werde von Light „mit erschreckender Überzeugung“ dargestellt.
Tom Shales meinte in der Washington Post, dass Strauss einen „recht überzeugenden Job“ mache und auch Light „ihrer Figur eine zusätzliche Ebene über die normale Widerspenstigkeit hinaus“ gebe. Obwohl das Thema „mitreißend hart“ sei, „versinke der Film“ zwischen den Rückblenden immer wieder und verspiele somit sein Tempo.

## Hintergrund
Light wollte anfangs den Film nicht machen, da sie Angst hatte, dass dadurch das Problem der Frauenmisshandlung in Ehen zurückgedrängt werden würde. Aber nachdem der Psychologe und Berater des Films John Chamberlin sie auf das Problem hinwies, meinte sie, dass „es sich gut anfühlt, Pionierarbeit zu leisten und der Öffentlichkeit zu zeigen, dass es auch noch andere Arten von Missbrauch gibt.“
Judith Light sagte sofort zu. Allerdings war Peter Strauss nur die zweite Wahl. Der ursprünglich angeschriebene Schauspieler war so sauer auf das Drehbuch, dass sein Name bis heute nicht verraten wurde.
Strauss wurde bei den Golden Globe Awards 1994 als Bester Hauptdarsteller – Mini-Serie oder TV-Film nominiert.
Der von CBS produzierte Film wurde am 14. März 1993 zum ersten Mal ausgestrahlt. In Deutschland lief er am 14. Juni 1994 auf ProSieben zum ersten Mal.